# Fundação Angelica Goulart
A Fundação Assistencial Angelica Goulart, anteriormente chamada como Fundação Xuxa Meneghel, é uma instituição filantrópica sem fins lucrativos fundada em 12 de outubro de 1989, pela apresentadora de televisão, cantora e atriz brasileira Xuxa. A Instituição atua há 30 anos na promoção dos direitos da criança e do adolescente. Em 2018 a fundação muda de nome para fundação Angelica Goulart.

## Historia
A Fundação Xuxa Meneghel foi fundada em 12 de outubro de 1989 em Pedra de Guaratiba, Rio de Janeiro, uma comunidade de tradição pesqueira, na Zona Oeste da cidade, com baixos indicadores socioeconômicos, a proposta inicial da instituição era atender crianças de 3 a 10 anos em situação de alta vulnerabilidade. A Fundação atua em nível local e nacional. Em âmbito nacional a Fundação é uma referência no trabalho social, na área da infância e da juventude, comprometido com a garantia dos direitos humanos e o desenvolvimento social.
A instituição filantrópica é administrada por seu Conselho Diretor, composto pela presidente e diretores operacional e administrativo; pelo Conselho Curador e pelo Conselho Fiscal. É mantida por Xuxa, e recebe doação de pessoas físicas e jurídicas que apoiam seu custeio.
Em média mil pessoas atravessam os portões da Fundação Xuxa, diariamente. No ano de 2006, obteve registro no Conselho Nacional de Assistência Social. Em 2008, a Fundação prestou mais de 4 mil atendimentos semanais em diversas atividades e oficinas.
As atividades centrais são desenvolvidas em dois níveis: a nível comunitário, por meio de trabalho de atendimento às crianças, adolescentes na região de Guaratiba e suas famílias, e a nível nacional, advogando pela proteção, promoção e garantia dos direitos da infância e da adolescência. A Instituição atente na educação infantil, 70 crianças de 3 a 5 anos em horário integral, 50 crianças de 6 e 7 anos em apoio escolar para garantia da aquisição da leitura e escrita, e 230 crianças e 70 adolescentes em oficinas em horário complementar ao da escola, além de 228 famílias de crianças e adolescentes matriculados.
O trabalho da instituição está organizado em quatro programas distintos: Programa de Ações Socioeducativas, Programa de Atendimento Integrado, Programa de Organização Institucional e Programa de Comunicação e Relações Institucionais e Comunitárias.
Conta com 37 funcionários especializados e 6 voluntários. Todos são educadores sociais e recebem formação continuada para o exercício de suas atribuições. A Fundação também realiza estágio supervisionado nas áreas de educação e de assistência social. Um dado relevante: um terço dos funcionários da instituição é constituído de ex–alunos. Além disso, contribui na produção de campanhas de educação e mobilização social, de incidência política com foco nos direitos humanos dos brasileirinhos e ocupa a secretaria executiva da "Rede Não Bata, Eduque!" – uma ação nacional pelo fim dos castigos corporais e humilhantes contra crianças, que compreende também relações internacionais. A criação do Show de Natal “O Direitos das Crianças a ter Direitos Iguais” é também uma ação consolidada nessa área, pelo viés da cultura, mobilização e educação social.
Nos programas comunitários, viabilizados por meio de parcerias, atendemos adolescentes, jovens, adultos e idosos moradores da comunidade com os projetos de aumento de escolaridade, qualificação profissional, inclusão digital, ensino de novos idiomas, geração de renda, além de atividades culturais e esportivas.
Com a crise do país e a diminuição de empresas parceiras que colaboravam com a fundação, Xuxa disse não ter mais como arcar sozinha com os custos que gira em torno de um milhão e oitocentos reais por ano; em 2018 entrega a fundação.

## Custos
Em 2015, durante uma entrevista no 12º Fórum Empresarial de Comandatuba na Bahia, Xuxa declarou que gasta anualmente R$ 1,5 milhão para manter a fundação; o valor é desembolsado por ela há cerca de 22 anos, fazendo a soma chegar a R$ 33 milhões. Ela ainda declarou que "se não tivesse a fundação  não estaria legal, estaria faltando como artista, como ser humano, como pessoa".
Em 2017, a apresentadora falou sobre a situação de sua entidade e contou que pretende fechá-la em 2018. O custo anual passava de R$ 1,8 milhão.

## Prêmios
- 1998/1999: Prêmio Lions de Educação AL
- 2001/2002: Prêmio Lions de Educação AL
- 2004: Prêmio Funlar - Paceira Eficiente
- Prêmio Beija Flor
- Prêmio da Ordem Associativa de Mônaco
- Homenagem da OPAS
- Medalha Pedro Ernesto[11]
- Prêmio Ajude Seu Mundo - Meus Prêmios Nick 2016